# Richard Hofmann
Pour les articles homonymes, voir Hofmann.
Richard Hofmann, né le 8 février 1906 à Meerane (Empire allemand) et mort le 2 août 1983 à Freital (Allemagne de l'Est), est un footballeur allemand qui évoluait au poste d'avant-centre.

## Carrière
Il commence sa carrière dans le club de sa ville natale le Meerane 07 puis est engagé par le coach anglais Jimmy Hogan à Dresdner SC. Il y passe 20 ans et est surnommé le Roi Richard par les supporters. Facilement identifiable sur le terrain à cause d'un bandeau qu'il portait sur la tête à la suite d'un accident de voiture survenu en 1930 dans lequel il avait perdu son oreille gauche. En 1927, il commence une prolifique carrière internationale contre l'Uruguay au cours de laquelle il présentera une moyenne de presque un but par match. Il participe aux Jeux olympiques d'été de 1928 à Amsterdam où il marque quatre buts dont un triplé. Il sera le premier joueur à inscrire trois buts contre l'équipe d'Angleterre. Spécialiste du hat-trick, il en réalisera quatre autres contre la Suède, le Danemark, la Finlande et la France. Il a porté quatre fois le brassard de capitaine de la Mannschaft.
En 1933, il est suspendu de l'équipe nationale pour avoir violé les règles de l'amateurisme en posant avec le maillot de l'équipe pour une publicité pour des cigarettes. À sa retraite, il devient entraineur et dirige notamment l'équipe B de la sélection nationale ainsi que plusieurs équipes de jeunes. Il meurt en 1983 à l'âge de 77 ans. Le stade de Meerane porte son nom. Son fils Bernd Hofmann est également footballeur.

## Palmarès
- Vainqueur de la Coupe d'Allemagne en 1940 et 1941 avec le Dresdner SC
- Champion d'Allemagne en 1943 et 1944 avec le Dresdner SC